# Denis Spotswood
Sir Denis Frank Spotswood GCB CBE DSO DFC FRAeS (* 26. September 1916; † 11. November 2001) war ein britischer Marshal of the Royal Air Force, der zwischen 1971 und 1974 Chef des Luftwaffenstabes (Chief of the Air Staff) war.

## Leben

### Pilotenausbildung und Zeit vor dem Zweiten Weltkrieg
Spotswood arbeitete nach dem Besuch der Kingston Grammar School als Journalist für die Abendzeitung London Evening Standard und absolvierte in seiner Freizeit eine dreijährige Pilotenausbildung. Am 3. Februar 1936 begann er nach seiner zweijährigen Verpflichtung eine fliegerische Grundausbildung an der No. 8 Elementary and Reserve Flying Training School RAF (No 8 E & RFTS) in Reading, die er ab dem 18. April 1936 an der No. 6 Flying Training School RAF (No 6 FTS) auf dem Militärflugplatz RAF Cranwell fortsetzte. Im Anschluss wurde er am 10. Januar 1937 Pilot beim No. 220 Squadron RAF und dort am 3. Februar 1937 zum Leutnant (Pilot Officer) befördert.
Danach belegte Spotswood zwischen dem 8. Februar und dem 8. Oktober 1937 einen Navigationskurs beim No. 206 Squadron RAF auf dem Luftwaffenstützpunkt RAF Calshot. Nach dessen Abschluss wurde er zunächst Pilot beim No. 201 Squadron RAF sowie am 26. Februar 1938 beim No. 209 Squadron RAF. Am 3. September 1938 erfolgte seine Beförderung zum Oberleutnant (Flying Officer). Aufgrund der Sudetenkrise wurde seine Staffel im September 1938 nach Invergordon verlegt, ehe diese nach Unterzeichnung des Münchner Abkommen am 30. September 1938 nach Stranraer zurückverlegt wurde. Zu dieser Zeit wurde seine zweijährige Verpflichtung (Short Service Commission) für weitere sechs Jahre verlängert.

### Zweiter Weltkrieg
Nachdem Spotswood am 16. Juli 1939 den 13. Astronomischen Erweiterungskurs absolviert hatte, kehrte er zum No. 209 Squadron RAF zurück und wurde mit dieser nach Beginn des Zweiten Weltkrieges nach Lerwick verlegt. Dort blieb er bis Mai 1941 und wurde zwischenzeitlich am 3. September 1940 zum Hauptmann (Flight Lieutenant) befördert. Am 21. Juli 1941 wechselte er als Leitender Flugausbilder (Chief Flying Instructor) an die No. 6 Operational Training Unit RAF auf dem Luftwaffenstützpunkt RAF Sutton Bridge. Am 3. Februar 1942 verließ er die Ausbildungseinheit und wurde zunächst beauftragt, einen Seeaufklärer vom Typ Consolidated PBY „Catalina“ nach Kanada zu fliegen, überführte dann aber tatsächlich einen Bomber vom Typ Lockheed Hudson. Er blieb knapp zweieinhalb Monate in Kanada und bildete dort Piloten auf diesem Bomber aus.
Im Anschluss wurde Spotswood am 18. April 1942 Kommandeur (Commanding Officer) des zur Royal Auxiliary Air Force gehörenden No. 500 (County of Kent) Squadron AAF und führte mit diesem Operationen im Mittelmeerraum durch wie zum Beispiel beim Angriff auf das deutsche U-Boot U 595 nördlich von Oran. Er musste diesen Angriff nach einem Beschuss seines Flugzeuges abbrechen, wenngleich das U-Boot durch andere Flugzeuge seiner Staffel versenkt wurde. Für seine dortigen Verdienste wurde er am 24. September 1941 erstmals im Kriegsbericht erwähnt (Mentioned in dispatches) und am 10. November 1942 mit dem Distinguished Flying Cross (DFC) ausgezeichnet.
Im Frühjahr 1943 kehrte er nach Großbritannien zurück und wurde am 22. April 1943 Mitarbeiter in der Operationsabteilung für Luftkriegstaktik im Luftwaffenstab des Luftfahrtministeriums (Air Ministry) und konnte dort seine Erfahrungen bei der U-Boot-Jagdtaktik einbringen. Während dieser Zeit wurde er am 2. Juni 1943 zum zweiten Mal im Kriegsbericht erwähnt sowie am 28. September 1943 auch mit dem Distinguished Service Order (DSO) geehrt. Nach dem Besuch des RAF Staff College in Bulstrode Park wurde er am 11. April 1944 zum Direktor des Planungsstabes im Hauptquartier des Obersten Alliierten Befehlshabers in Südostasien (South East Asia Command), Admiral Louis Mountbatten, ernannt und blieb dort bis zum 12. Februar 1946. Am 1. Januar 1946 wurde er Commander des Order of the British Empire (CBE).

### Stabsoffizier in der Nachkriegszeit
Nach seiner Rückkehr nach Großbritannien übernahm Spotswood am 12. Februar 1946 eine Funktion im Führungsstab des RAF Staff College und erhielt am 26. März 1946 seine Beförderung zum Major (Squadron Leader), wobei diese später am 25. Februar 1947 rückwirkend auf den 1. Juni 1944 vordatiert wurde.
Am 1. Juli 1947 wurde er zum Oberstleutnant (Wing Commander) befördert und übernahm am 19. Dezember 1947 die Funktion als Kommandeur des Luftwaffenstützpunktes RAF Horsham St Faith, ehe Spotswood am 30. Januar 1948 als Nachfolger von Wing Commander Robert Stanford Tuck Commanding Officer des Luftwaffenstützpunktes RAF Coltishall wurde. Auf diesem Posten blieb er bis zum 13. März 1950 und besuchte in dieser Zeit einen Luftverteidigungskurs an der Schule für Land- und Luftkriegsführung (School of Land/Air Warfare) in Old Sarum sowie eine Pilotenausbildung für Strahlflugzeuge. Am 9. März 1948 wurde ihm ferner das Offizierskreuz des US-amerikanischen Legion of Merit verliehen.
Spotswood wechselte am 13. März 1950 in den Führungsstab des Imperial Defence College und nahm ab dem 21. Juni 1952 an einem Austauschprogramm im Referat für taktische Operationsplanung im Hauptquartier der US Air Force teil. Am 1. Januar 1954 erfolgte seine Beförderung zum Oberst (Group Captain) und übernahm mit diesem Dienstgrad am 13. August 1954 die Funktion als Kommandeur des Militärflugplatzes RAF Linton-on-Ouse, eines wichtigen Pilotenschulzentrums der RAF, dem mit RAF Topcliffe und RAF Dishforth zwei Satelliten-Flugplätze unterstehen. Im Anschluss wurde er am 15. Oktober 1956 stellvertretender Leiter der Planungsabteilung im Luftwaffenstab (Deputy Director of Plans). Zugleich wurde er am 18. Juni 1958 Aide-de-camp von Königin Elisabeth II. und bekleidete diese Funktion als Adjutant der Queen bis zum 5. Juni 1961.
Am 26. August 1958 wurde Spotswood zudem als Nachfolger von Air Commodore Thomas Parselle Kommandant des Royal Air Force College Cranwell, der Offiziersschule der britischen Luftstreitkräfte, und bekleidete diese Funktion bis zu seiner Ablösung durch Air Commodore Eric Nelson am 5. Juni 1961. Während dieser Zeit wurde er am 1. Januar 1960 zum Air Commodore befördert und am 1. Januar 1961 auch zum Companion des Order of the Bath (CB) ernannt.

### Aufstieg zum Chief of the Air Staff
Am 5. Juni 1961 wurde Spotswood Vize-Chef des Stabes für Luftverteidigung im Obersten Hauptquartier der Alliierten Streitkräfte in Europa SHAPE (Supreme Headquarters Allied Powers Europe) in Mons und wurde knapp einen Monat später auch zum Generalmajor (Air Vice Marshal) befördert. In dieser Zeit fungierte er seit dem 28. November 1963 Vorsitzender der Pathfinder-Studien und absolvierte nach dem 26. Mai 1964 auch Auffrischungskurse für Piloten. Am 5. August 1964 erfolgte als Nachfolger von Air Vice Marshal Brian Burnett seine Ernennung zum Kommandeur (Air Officer Commanding) der No. 3 Group RAF auf dem Luftwaffenstützpunkt RAF Mildenhall. Er übte diesen Kommandeursposten bis zu seiner Ablösung durch Air Vice Marshal Denis Smallwood am 6. Dezember 1965 aus.
Als Nachfolger von Air Marshal Ronald Lees wurde Spotswood am 6. Dezember 1965 Oberkommandierender (Commander in Chief) der britischen Luftstreitkräfte in Deutschland (RAF Germany) und bekleidete diese Funktion bis zu seiner Ablösung durch Air Marshal Christopher Foxley-Norris am 26. August 1968. Zugleich war er in dieser Zeit Kommandeur der 2. Taktischen Luftflotte 2TAF (RAF Second Tactical Air Force) und wurde am 10. Juni 1966 zum Knight Commander des Order of the Bath geschlagen, so dass er fortan den Namenszusatz „Sir“ führte. Drei Wochen später wurde er am 1. Juli 1966 zum Generalleutnant (Air Marshal) befördert.
Im Anschluss übernahm Spotswood am 26. August 1968 von Air Chief Marshal Wallace Kyle den Posten als Kommandierender General (Air Officer Commanding-in-Chief) des Luftwaffenangriffskommandos (RAF Strike Command) und wurde in dieser Verwendung am 1. November 1968 selbst zum General (Air Chief Marshal) befördert. Am 1. Januar 1971 wurde er zum Knight Grand Cross des Order of the Bath (GCB) geschlagen. Er übte diese Funktion bis zu seiner Ablösung durch Air Chief Marshal Andrew Humphrey am 1. April 1971 aus und fungierte zugleich zwischen dem 7. Juli 1970 und dem 31. März 1974 als Luftwaffen-Adjutant von Königin Elisabeth II.
Zuletzt wurde Spotswood am 1. April 1971 Chef des Luftwaffenstabes (Chief of the Air Staff) und damit Nachfolger von Air Chief Marshal John Grandy. Während dieser Zeit überreichte er am 20. August 1971 die Fliegerabzeichen (Wings) an Charles, Prince of Wales, nachdem dieser seiner fliegerische Ausbildung auf dem Militärflugplatz RAF Cranwell abgeschlossen hatte. Diese Funktion übte er bis zum 31. März 1974 aus und wurde dann am 1. April 1974 erneut von Air Chief Marshal Andrew Humphrey abgelöst. Am 31. März 1974 erfolgte seine Beförderung zum Marshal of the Royal Air Force, der höchste Dienstgrad der Royal Air Force. Am 29. April 1974 trat er offiziell in den Ruhestand.
Nach seinem Ausscheiden aus dem aktiven Militärdienst engagierte er sich von 1974 bis 1980 als Vorsitzender des Beirates des Royal Air Force Museum in Barnet. Daneben war Spotswood, der 1975 Fellow der Royal Aeronautical Society (FRAeS) wurde, in der Wirtschaft tätig und unter anderem zwischen 1975 und 1980 als Vorstandsvorsitzender des LuftfahrtantriebeHerstellers Turbo-Union. Des Weiteren war er Mitglied der Vorstände des Triebwerkeherstellers Rolls-Royce Group, des Gasturbinenunternehmens Turbomeca sowie der Luftfahrtzubehörfabrikanten Dowty Group und Smiths Industries. Zuletzt war er von 1981 bis 1985 auch Vorsitzender des Verwaltungsrates des Pflegeheimes Royal Star and Garter Home in Richmond.
Aus seiner im Juli 1942 geschlossenen Ehe mit Margaret Ann Child ging ein Sohn hervor.